# Federale Raad voor Duurzame Ontwikkeling
De Federale Raad voor Duurzame Ontwikkeling (FRDO) vertegenwoordigt de belangrijkste sectoren van de Belgische maatschappij (ondernemingen, vakbonden, verenigingen …) en is belast met het verstrekken van adviezen aan de Belgische federale regering over alle materies behandeld in de topconferentie van Rio (1992). De FRDO werd in 1997 opgericht als opvolger van de Nationale Raad voor Duurzame Ontwikkeling (NRDO, °1993).

## Voorzitters
- 1997-2012 - Theo Rombouts
- 2012-2013 - Philippe Maystadt
- 2013-2018 - Magda Aelvoet
- 2018-2023 - François-Xavier de Donnea
- 2023-heden - Patrick Dupriez

## Bekende leden
- Luc Lavrysen
- Jean-Pascal van Ypersele

## Erelid
- Filip van België

## Uitreiking van prijzen
In 2014 was Dirk Draulans laureaat van de persprijs van de Federale Raad voor Duurzame Ontwikkeling. Die kreeg hij voor zijn documentaire Alles kan schoner op Canvas